# Léandre Lozouet
Léandre Lozouet, né le 3 septembre 2004, est un coureur cycliste français.

## Biographie

### Débuts cyclistes et carrière chez les amateurs
Léandre Lozouet grandit à Saint-Germain-sur-Ay, une localité située dans le département de la Manche (Normandie),. Très tôt intéressé par le vélo, il prend sa première licence durant son enfance au club Périers Cyclisme. Il rejoint ensuite l'UC Bricquebec. 
En 2020, il devient double champion de Normandie cadets, dans la course en ligne et le contre-la-montre. L'année suivante, il remporte un nouveau titre de champion régional chez les juniors. Il intègre aussi l'effectif d'AG2R Citroën U19. Avec cette formation, il se fait remarquer au niveau international en terminant quatrième d'une étape du Grand Prix Rüebliland et onzième de Paris-Roubaix juniors.
Lors de la saison 2022, il se distingue en terminant troisième de Paris-Roubaix juniors, neuvième d'une étape de la Course de la Paix juniors ou encore dixième des Trois Jours d'Axel. Il est également sélectionné en équipe de France pour les championnats d'Europe et les championnats du monde juniors. Après ses performances, il décide de rejoindre le VC Rouen 76 en 2023. Décrit comme un « sprinteur-puncheur », il s'impose au plus haut niveau amateur sur les Boucles de l'Austreberthe, devant deux coéquipiers. Il obtient également diverses places d'honneur.  

### Carrière professionnelle
Il passe finalement professionnel en 2024 dans la réserve de la formation Arkéa-B&B Hotels. Il effectue sa reprise au mois de février sur la Figueira Champions Classic, avec la structure WorldTour. Une semaine plus tard, on le retrouve au départ du Grand Prix de Puyloubier dans le calendrier amateur.

## Palmarès
- 2020
  - Champion de Normandie sur route cadets
  - Champion de Normandie du contre-la-montre cadets
- 2021
  - Champion de Normandie sur route juniors
- 2022
  - 2e étape de la Penn Ar Bed- Pays d'Iroise
  - 2e du championnat de France sur route du relais mixte juniors
  - 3e de Paris-Roubaix juniors
- 2023
  - Boucles de l'Austreberthe
  - 2e du Tour du Pays du Roumois
  - 2e de la Nocturne de la Haye-du-Puits
- 2024
  -  Médaillé de bronze du championnat d'Europe sur route espoirs